# امیر فریزر گاتمن
امیر فریزر گاتمن (عبری: אמיר פרישר גוטמן‎ ; ۲۵ آوریل ۱۹۷۶ – ۲۳ ژوئیه ۲۰۱۷) خواننده، نوازنده، طراح رقص، بازیگر، کارگردان تئاتر و فعال حقوق دگرباشان جنسی اسرائیلی بود.
امیر گاتمن یکی از اولین مشاهیر اسرائیل بود. او در ۹ سپتامبر ۲۰۰۹ با شریک قدیمی خود، یانای فریزر ازدواج کرد. گیلا آلماگور این مراسم را برگزار کرد. این اولین عروسی همجنسگرایان در اسرائیل بود که گاتمن را به نمادی از مبارزه برای حقوق مدنی همجنسگرایان تبدیل کرد. در ۲۵ فوریه ۲۰۱۳ فرزند این زوج با کمک یک مادر جایگزین در هند به دنیا آمد.